# Masato Fue
Masato Fue (jap. 笛 真人 Fue Masato; ur. 22 marca 1973) – japoński piłkarz występujący na pozycji napastnika.

## Kariera klubowa
Od 1991 do 1998 roku występował w klubie Sanfrecce Hiroszima.